# Matriz (geología)

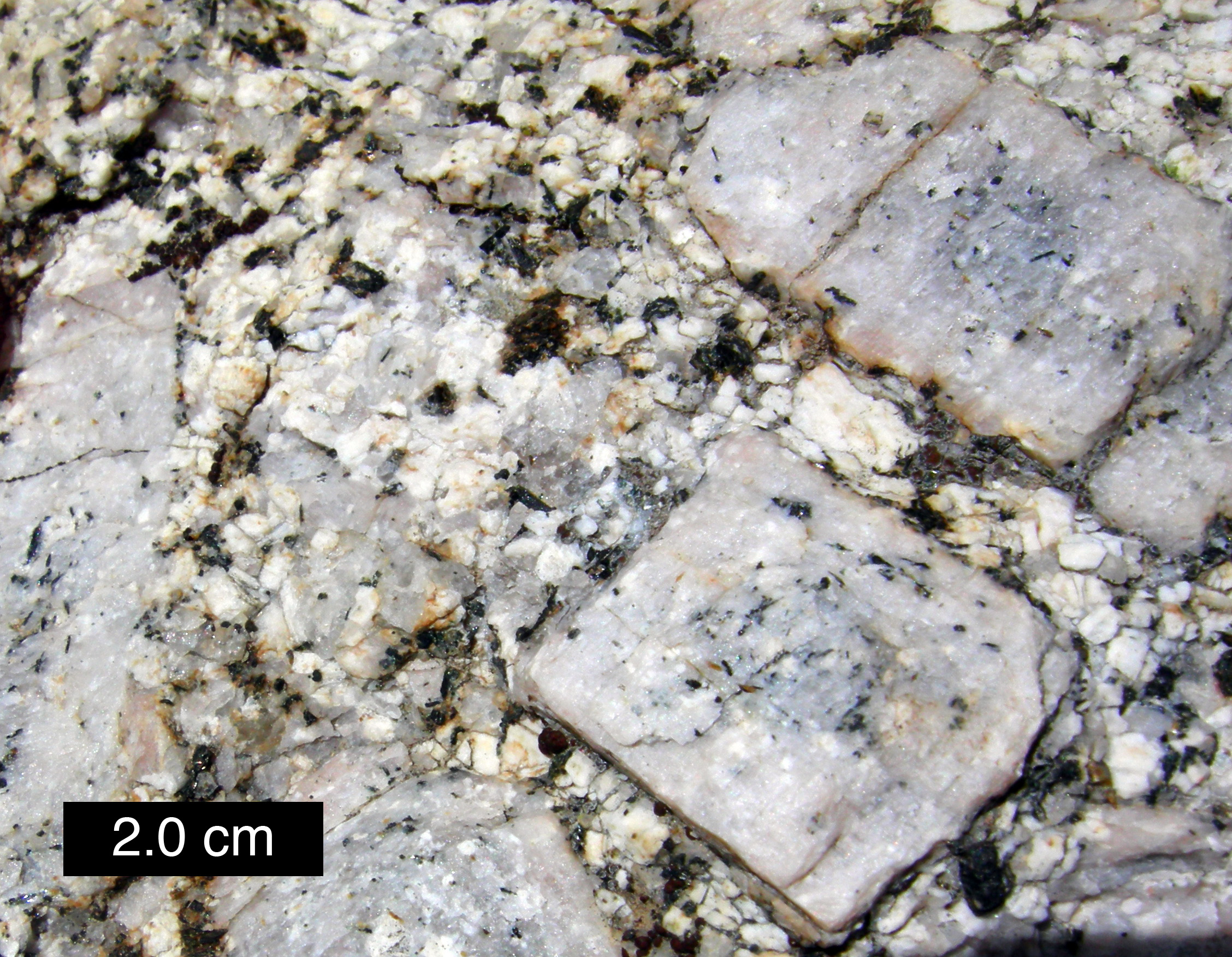
Granito con textura porfirítica. Se observan grandes fenocristales de feldespato rodeados de una matriz de cristales más finos.

En la geología la matriz es el material de grano fino de una roca en el que se incluyen otros mayores, que constituyen el esqueleto o fábrica. La matriz puede estar compuesta de partículas de arcilla o fragmentos de minerales, rocas o fósiles.
Se distingue del cemento en que este último está formado por cristales de minerales que han crecido o recrecido in situ, rellenando los huecos de la roca, en ocasiones obliterando la textura original.